# 烏爾森巴赫

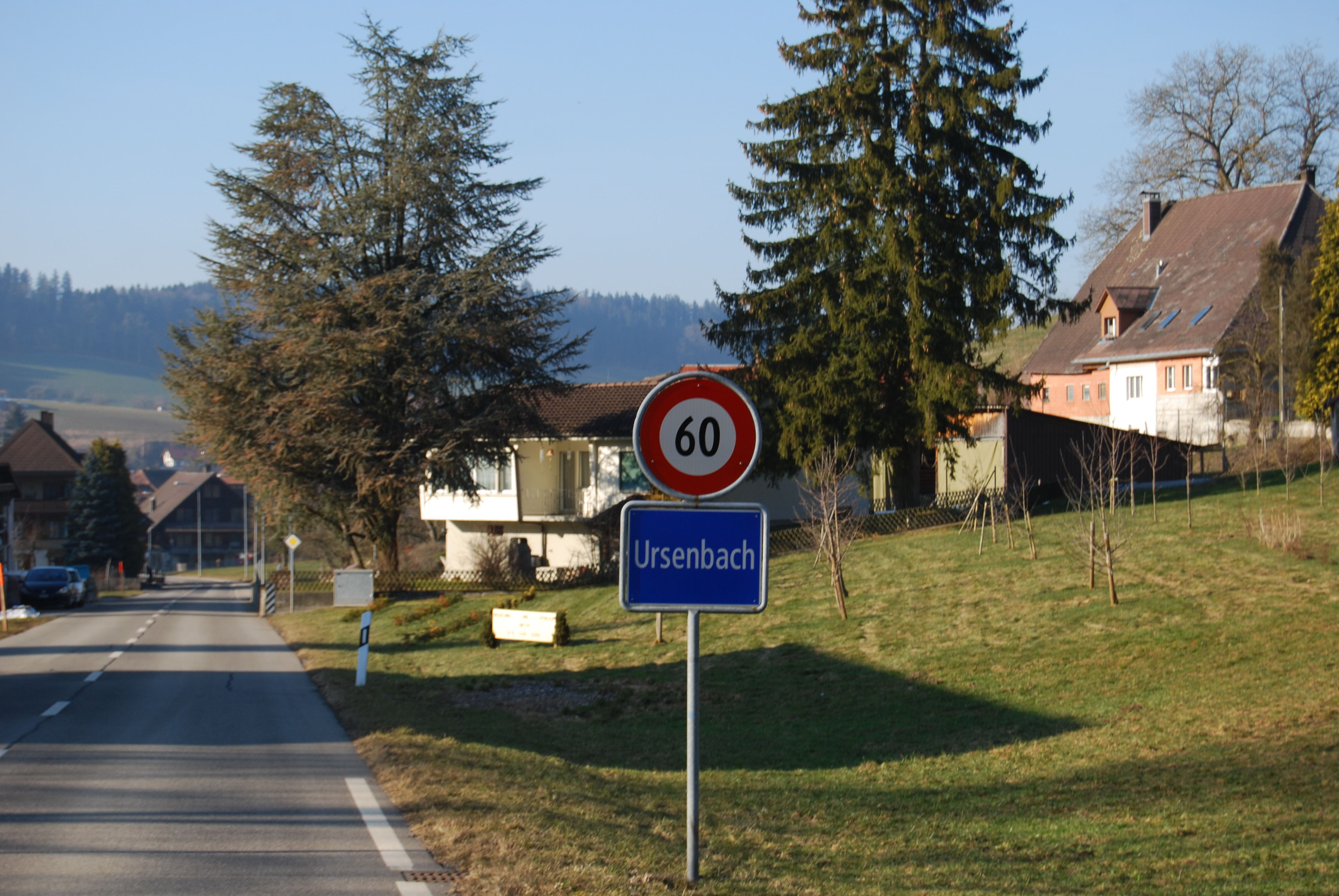

烏爾森巴赫是瑞士的城鎮，位於該國中西部，由伯恩州負責管轄，面積9.14平方公里，海拔高度582米，2011年人口901，八成半人口信奉基督教，人口密度每平方公里99人。